# Eulie Chowdhury
Pour les articles homonymes, voir Chowdhury.
Urmila Eulie Chowdhury, née le 4 octobre 1923 et décédée le 20 septembre 1995, est une architecte indienne. Elle a travaillé comme architecte mais aussi paysagiste et designer. Elle a également été enseignante et écrivaine.
Certaines sources affirment qu'elle a été est la première femme architecte en Asie. Elle est la première femme élue membre du Royal Institute of British Architects.

## Jeunesse et entourage
Eulie Chowdhury naît à Shahjehanpur dans l'Uttar Pradesh en 1923 dans une famille de diplomate. Elle obtient un certificat de la Cambridge School à Kobe au Japon, étudie l'architecture à l'Université de Sydney et le piano au Conservatoire de musique de la Julian Ashborn School of Art de Sydney.
Elle se marie à Jugal Kishore Chowdhary, architecte consultant auprès du gouvernement du Punjab.

## Carrière
Eulie Chowdhury fait partie d'un petit groupe de femmes architectes asiatiques ayant exercé en Asie.
Alors que certaines sources la considèrent comme la première femme architecte en Asie, d'autres rappellent que des architectes comme Aida-Cruz Del Rosario exercent à des dates similaires et que des femmes comme Perin Jamsetjee Mistri et Dora Gad semblent l'avoir précédée de près d’une décennie.
Après avoir brièvement travaillé aux États-Unis, elle rentre en Inde en 1951 et devient membre d'une équipe, constituée entre autres de Pierre Jeanneret, Maxwell Fry, Jane Drew et dirigée par Le Corbusier, chargée de planifier la conception et la construction de Chandigarh en 1951-1963 et 1968-1970. Pour sa troisième affectation, de 1971 à 1976, en tant qu’architecte en chef, elle achève la deuxième étape de la planification de la ville de Chandigarh.
De 1963 à 1965, Eulie Chowdhury est directrice de l'école d'architecture de New Delhi. Durant ces années, elle écrit un livre de souvenirs sur Le Corbusier intitulé Those Were The Days.
En 1970, elle est architecte en chef de l'État d'Haryana et, de 1976 à 1981, architecte en chef de l'État du Pendjab.Elle prend sa retraite de la fonction publique en 1981 mais poursuit son travail seule dans un cabinet privé à Chandigarh. En 1983, elle fonde l'Alliance Française de Chandigarh.
Elle a participé à de nombreuses publications, telle que la traduction du livre de Le Corbusier Établissements Trois humaines, du français à l'anglais, l'ouvrage devient même une publication officielle du gouvernement du Pendjab. Elle a également écrit des articles pour des magazines, y compris Progressive Architecture, Architectural Design et Casabella mais aussi pour le supplément Saturday Plus de The Tribune et une chronique intitulée Sinners and Winners.

## Galerie

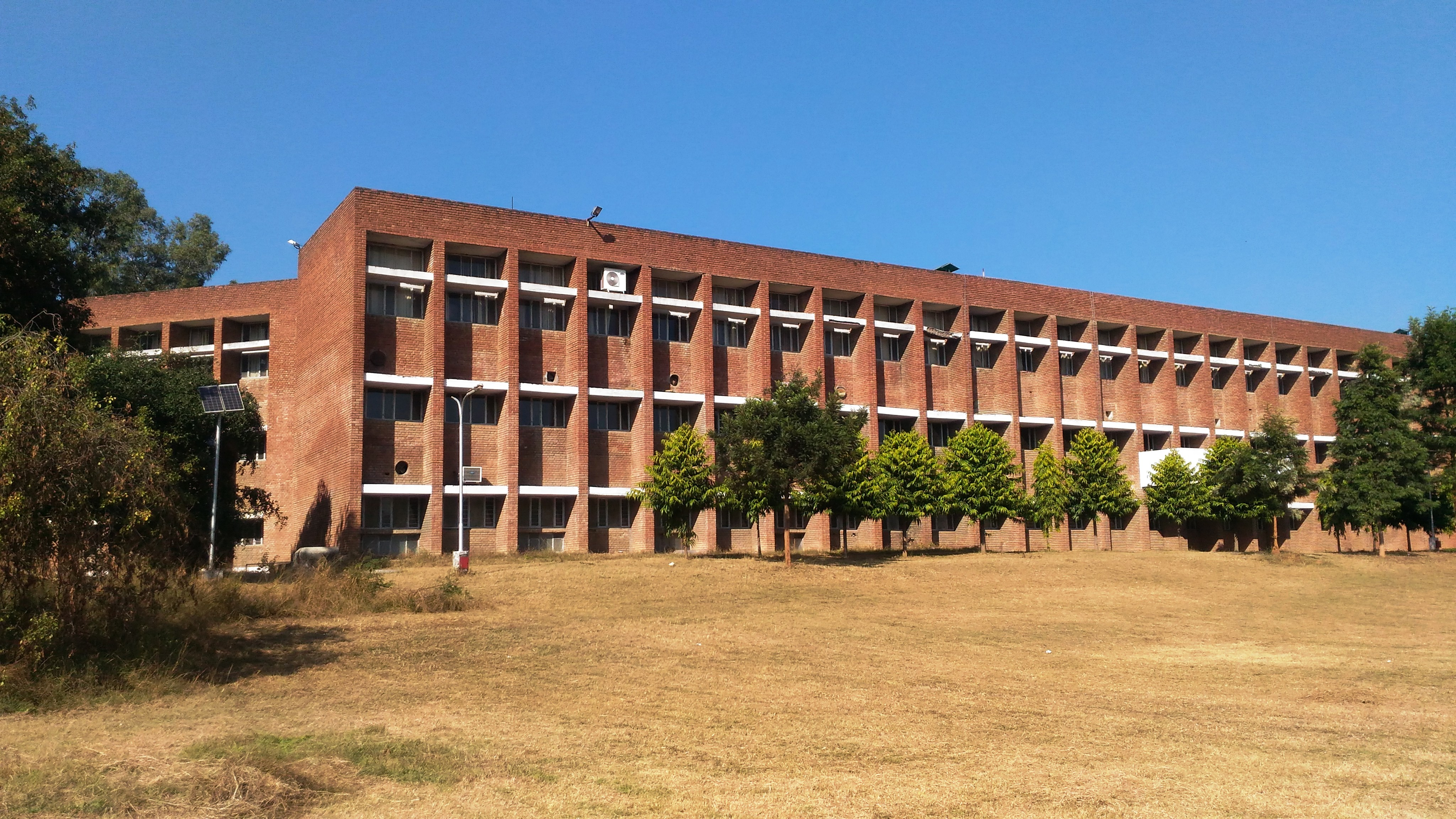
Bâtiment de l'université des sciences, secteur 10, Chandigarh
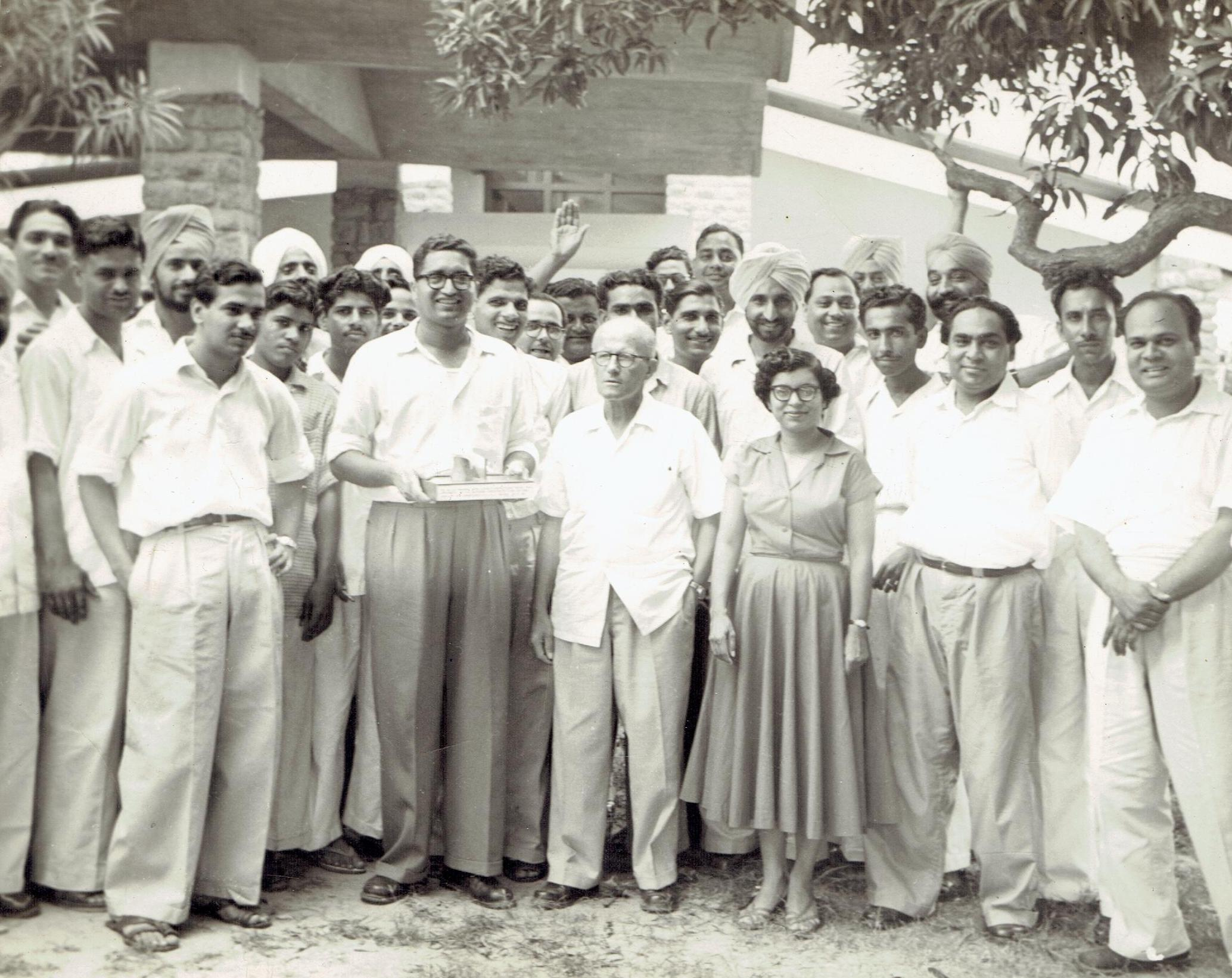
Urmila Eulie Chowdhury avec Pierre Jeanneret et d’autres collègues du Chandigarh Capital Project (Photo datant de 1960)